# جليل نالجكان
جليل نالتشكان (بالتركية: Celil Nalçakan) (10 يونيو 1978)، ممثل تركي.

## حياته
ولد في مدينة سيواس التركية. لديه أخت أصغر منه، بعد تخرجه من الثانوية دخل قسم الهندسة الجيولوجية في الجامعة، وبعد 7 سنوات دخل قسم المسرح، ثم ذهب واستقر في إسطنبول.

## حياته الفنية
بدأ أول دور له في عام 2006 في مسلسل سيلا من بطولة جانسو ديري. ثم في مسلسل قصة شتاء وثم سيدة المزرعة، ثم مسلسل انتقام مع الفنانة بيرين سات، ثم في مسلسل بويراز كارايل بدور ذو الفقار الذي اشتهر فيه عند العرب.

## أدواره
| العام              | المسلسل         | الدور       | ملاحظات       |
| ------------------ | --------------- | ----------- | ------------- |
| 2006               | مسلسل سيلا      | ديلاور      |               |
| 2009               | قصة شتاء        |             |               |
| 2010               | سيدة المزرعة    |             | الموسم الثاني |
| 2010               | الأغنية الخالدة | نجيب        |               |
| 2011               | ملحمة لا تدفع   | حسين        |               |
| 2013               | انتقام          | آدم         |               |
| 2013               | غالب درويش      | سليم        | ضيف شرف       |
| 2013               | الضمير          | فاروق       |               |
| 2014               | بويراز كارايل   | ذو الفقار   |               |
| 2021 إلى يومنا هذا | إخوتي           | عاكف أتاكول |               |

## روابط خارجية
- جليل نالجكان على موقع IMDb (الإنجليزية)